# Murówka zwyczajna
Murówka zwyczajna, jaszczurka murowa (Podarcis muralis) – gatunek jaszczurki z rodziny jaszczurkowatych (Lacertidae).

## Występowanie
Murówka zwyczajna występuje w Europie i skrajnie zachodniej Azji – od Hiszpanii i Francji na wschód po Rumunię, Bułgarię, Grecję i północno-zachodnią Turcję. Występuje w najcieplejszych rejonach południowej części Europy Środkowej, a północna granica występowania przebiega na terenie południowo-zachodnich Niemiec, Austrii i Słowacji z izolowanymi stanowiskami w Holandii, Czechach i w Polsce, gdzie notowano pojedyncze populacje od roku 2011 w kamieniołomach na Dolnym Śląsku (w okolicach Strzelina, Przeworna i Gęsińca). Badania wykazały, że populacje odnotowane w Polsce zostały introdukowane.

### Środowisko
Zamieszkuje kamieniste nieużytki, winnice, widne lasy; w południowej Europie spotykana także na murach budynków.
Murówka zwyczajna jest jedną z najbardziej ciepłolubnych, a zarazem najsilniej zagrożonych wyginięciem środkowoeuropejskich jaszczurek.

## Tryb życia
Gatunek owadożerny, aktywny przez cały dzień przy ciepłej pogodzie.
Pokarm: owady, pająki, stonogi.

## Podgatunki
Reptile Database wyróżnia 14 podgatunków:
- Podarcis muralis albanica (Bolkay, 1919)
- Podarcis muralis appenninica (Taddei, 1949)
- Podarcis muralis baldasseronii (Taddei, 1949)
- Podarcis muralis beccarii (Lanza, 1958)
- Podarcis muralis breviceps (Boulenger, 1905)
- Podarcis muralis brongniardii (Daudin, 1802)
- Podarcis muralis colosii (Taddei, 1949)
- Podarcis muralis maculiventris (Werner, 1891)
- Podarcis muralis marcuccii (Lanza, 1956)
- Podarcis muralis muralis (Laurenti, 1768)
- Podarcis muralis nigriventris Bonaparte, 1838
- Podarcis muralis sammichelii Lanza, 1976
- Podarcis muralis tinettoi (Taddei, 1949)
- Podarcis muralis vinciguerrai (Mertens, 1932)